# Rivière Tagi
Pour les articles homonymes, voir Tagi.
La rivière Tagi est un affluent du lac Maria-Chapdelaine (bassin de la rivière aux Chutes, du réservoir Pipmuacan et de la Rivière aux Sables), coulant sur la rive Nord-Ouest du fleuve Saint-Laurent, dans le territoire non organisé Mont-Valin, dans la municipalité régionale de comté (MRC) du Fjord-du-Saguenay, dans la région administrative de la Saguenay-Lac-Saint-Jean, dans la Province de Québec, au Canada.
Le lac des Étangs (lac de tête de la rivière Tagi) constitue la limite Est de la zec Martin-Valin. La partie supérieure du versant de la rivière Tagi draine quelques lacs de la zone Nord-Est de la zec Martin-Valin via quatre décharge, notamment (en ordre du Sud au Nord) :
- décharge du lac de la Nuance ;
- décharge des lacs Apollo, Gemini, Trio, du Cosaque et Chausson ;
- décharge du Lac Qui Dort ;
- décharge du lac aux Outardes.

La vallée de la rivière Tagi est desservie par la route forestière R0953 (sens Est-Ouest), laquelle se connecte à la R0208 à l’Ouest et à la R0952 à l’Est ; ces routes servent surtout pour les besoins de la foresterie et des activités récréotouristiques. Quelques autres routes forestières secondaires desservent le territoire,,.
La foresterie constitue la principale activité économique du secteur ; les activités récréotouristique, en second.
La surface de la rivière Tagi habituellement gelée de la fin novembre au début avril, toutefois la circulation sécuritaire sur la glace se fait généralement de la mi-décembre à la fin mars.

## Géographie
Les principaux bassins versants voisins de la rivière Tagi sont :
- côté nord : lac Itomamo, lac Portneuf, rivière aux Sables, rivière à Paul, réservoir Pipmuacan ;
- côté est : lac Portneuf, réservoir Pipmuacan, rivière Betsiamites, lac Kakuskanus, lac du Sault aux Cochons, rivière du Sault aux Cochons, rivière Jos-Ross, rivière Portneuf, rivière Brûlée ;
- côté sud : rivière aux Sables, lac Poulin-De Courval, rivière Poulin, rivière Jos-Ross, rivière Portneuf ;
- côté ouest : rivière aux Sables, rivière aux Castors, rivière François-Paradis, lac Mirepoix, rivière Wapishish[2].

La rivière Tagi prend sa source à l’embouchure d’un lac des Étangs (longueur : 1,8 km ; altitude : 731 m), en zone forestière. Ce lac forme la limite Est de la zec Martin-Valin et se situe à 2,1 km de la limite Ouest du parc national des Monts-Valin.
À partir de l’embouchure du lac de tête, le cours de la rivière Tagi coule sur 74,9 km généralement vers le Nord, selon les segments suivants :

### Cours de la rivière supérieure (segment de40,0km)
- 7,2 km vers le Nord jusqu’à la décharge (venant de l’Est) des lacs Malfait et Mouton ;
- 5,5 km vers le Nord-Ouest, jusqu’à la décharge (venant du Sud-Ouest) d’un ensemble de lacs dont : Gémini, Apollo, Trio, du Cosaque, de la Fauvette et Écho, lesquels sont intégrés à la zec Martin-Valin ;
- 16,7 km vers le Nord en longeant plus ou moins la route forestière R0200, et en recueillant la décharge (venant du Sud-Ouest) du Lac de la Grosse Roche, la décharge (venant du Sud-Ouest) du lac Goulet, la décharge (venant de l’Est) du lac Turcotte et la décharge (venant de l’Est) du lac Albert, jusqu’à la rive Sud du lac Laflamme ;
- 10,6 km vers le Nord en traversant le lac Laflamme (altitude : 559 m) sur sa pleine longueur, jusqu’à son embouchure ;

### Cours de la rivière inférieure (segment de34,9km)
- 13,6 km vers le Nord en traversant le lac du Castor, le lac Archer (altitude : 532 km) et le lac Clocio, jusqu’au pont de la route forestière R0953 ;
- 21,3 km vers le Nord en traversant le lac Monelle, le lac Léonce et le lac du Lamantin, jusqu’à son embouchure[2].

L'embouchure de la rivière Tagi se déverse sur la rive Sud-Est du lac Itomamo dans le territoire non organisé de Mont-Valin. Cette confluence de la rivière Tagi située à :
- 29,8 km au Nord du lac Poulin-De Courval ;
- 7,5 km au Nord de la route forestière R0953 ;
- 29,1 km au Sud-Est de l’embouchure de la rivière aux Sables ;
- km à l’Est du barrage à l’embouchure du lac Pamouscachiou ;
- 50,1 km au Sud-Ouest de la centrale Bersimis-1 du Sud-Est du réservoir Pipmuacan ;
- 63,4 km au Sud-Ouest du centre du village de Labrieville ;
- 106,8 km à l’Ouest du centre-ville de Forestville ;
- 128,4 km au Sud-Ouest de l’embouchure de la rivière Betsiamites[2].

À partir de l’embouchure de la rivière Tagi, le courant coule sur 42,8 km généralement vers le Nord-Est en suivant le cours de la rivière aux Sables pour aller se déverser sur la rive sud du réservoir Pipmuacan, en traversant d’abord sur 9,4 km le lac Itomamo vers l’ouest, puis le nord.

## Toponymie
Le toponyme « rivière Tagi » a été officialisé le 5 décembre 1968 à la Banque des noms de lieux de la Commission de toponymie du Québec.